# 米朝枠組み合意
米朝枠組み合意（べいちょうわくぐみごうい、英語: Agreed Framework between the United States of America and the Democratic People's Republic of Korea、朝鮮語: 북한과 미국간에 핵무기 개발에 관한 특별계약）は、北朝鮮核問題に関して1994年10月21日に朝鮮民主主義人民共和国（北朝鮮）とアメリカ合衆国の間で結ばれた合意である。この合意の目的は北朝鮮がそれまで進めていた核開発プログラムを凍結して、より核拡散の恐れが少ない軽水炉に置き換え、段階的にアメリカと北朝鮮の関係を正常化していくことである。当初からこの合意の実施は様々な問題に直面したが、2003年に実質的に決裂するまでその主な要素は履行されていた。

## 合意
この合意の主な条項は以下の通りである。

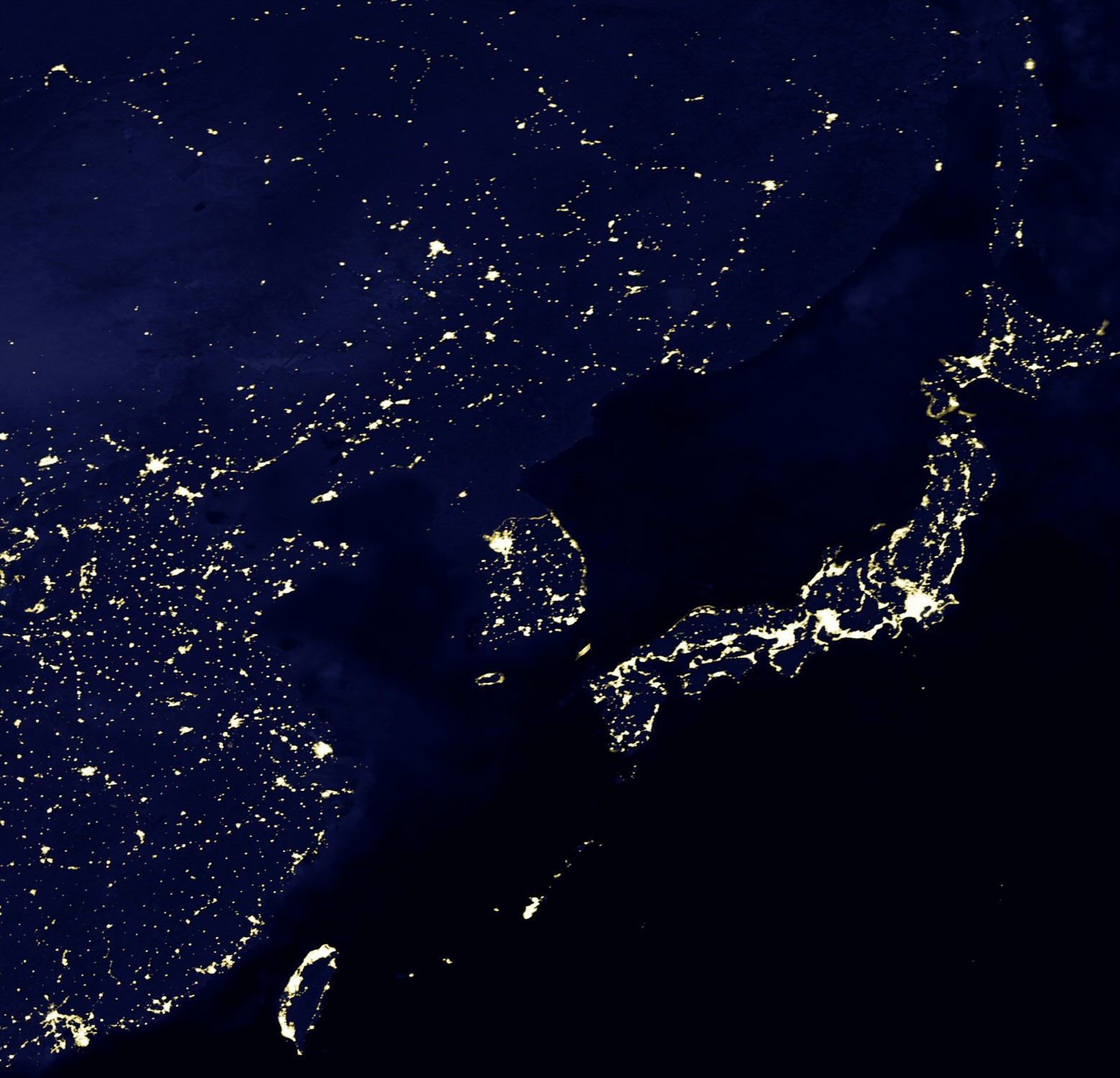
2000年に人工衛星から撮影された東アジアの夜景。周辺国と比べると、北朝鮮の発電能力が限られていることが分かる

- 兵器級のプルトニウムを容易に生産できる北朝鮮の電気出力5 MW黒鉛炉と、電気出力50 MWおよび200 MWの建設中の原子炉は、2003年を目標として、2基の1000 MW軽水炉に置き換える。
- 最初の軽水炉が完成するまでの間、北朝鮮が原子炉を停止しまた追加の建設を中断する代わりに暖房及び発電用の石油を供給する。供給する石油の量は、毎年50万トンの重油とする。
- 双方とも政治的・経済的関係の完全な正常化に向けて行動する。
- アメリカはその保有する核兵器を北朝鮮に対して使用せず、脅威も与えないと確約する。
- 北朝鮮は1992年の朝鮮半島の非核化に関する共同宣言を履行する手段をとる[2]。
- 北朝鮮は核拡散防止条約に留まる。
- 凍結されない核施設については、国際原子力機関 (IAEA) の通常および特別の査察を再開する。
- 北朝鮮が現在保有する使用済み核燃料は北朝鮮国内で保管し、再処理すること無く完全に廃棄する。
- 軽水炉の主たる装備品が納入されるまでに、北朝鮮はIAEAとの保障措置協定に完全に合意に達する。

他にも合意を補完する公表されなかった内密の覚書が存在した。これには軽水炉の主要な機器で直接原子力に関係しないものが完成した後、主要な原子力関連機材が搬入される前に、IAEAの保障措置協定を完全に適用するということが含まれていたと報じられている。
この協定はアメリカで上院の承認を必要とする条約でも、法的拘束力を持つ行政協定（上院の承認を得ずにアメリカ政府が外国政府と結ぶ協定）でもなかったが、国際連合安全保障理事会が留意する2ヶ国間の非拘束な政治的約束であった。北朝鮮が核拡散防止条約からの脱退を意図して、必要とされる90日前の通知を行い（実際には89日目に脱退を中断した）、アメリカ軍が近隣諸国に増強を行い、寧辺核施設を爆撃する計画をした一連の事態の後に署名された。

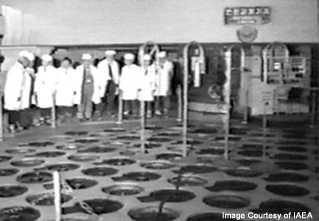
寧辺の5 MW原子炉、燃料棒チャネル

この合意及びこれに引き続いてなされた合意の条項には、寧辺の原型炉の閉鎖とより大きな2つの原子炉の建設の中止と、再処理することで核兵器に使用するプルトニウムの生産が可能な使用済み核燃料をIAEAの監視下で封印することが含まれていた。それと引き換えに主に韓国の負担でおよそ40億ドルの費用をかけて、北朝鮮に2基の軽水炉を2003年までに建設することになっていた。またその間、原子炉停止によって失われるエネルギー生産を補償するために北朝鮮は無償で毎年50万トンの重油を受け取ることになっていた。北朝鮮は主な原子力関連機器が搬入される前にIAEAと保障措置協定に完全に合意して、IAEAが当初の宣言が守られていることを検証できるようにすることが必要であるとされた。軽水炉が完成すると、北朝鮮は他の原子炉や関連施設を廃棄することになっていた。
この合意のエネルギー提供に関する部分を実施する責任を負う組織として、朝鮮半島エネルギー開発機構 (KEDO) がアメリカ合衆国・韓国・日本、その他の多くの国によって設立された。北朝鮮は軽水炉の完成後、20年間に渡って利子なしでKEDOに対して費用を返済することになっていた。
ビル・クリントン大統領の関係者はその直前に北朝鮮の指導者である金日成が死亡したばかりだったため、この原子炉が完成する前に北朝鮮政府が崩壊するであろうと考えたために、この計画に賛同したと報じられている。その当時の北朝鮮の関係者も、アメリカは北朝鮮の早期の崩壊を期待しているのではないかと疑っていた 。

## 合意の実施

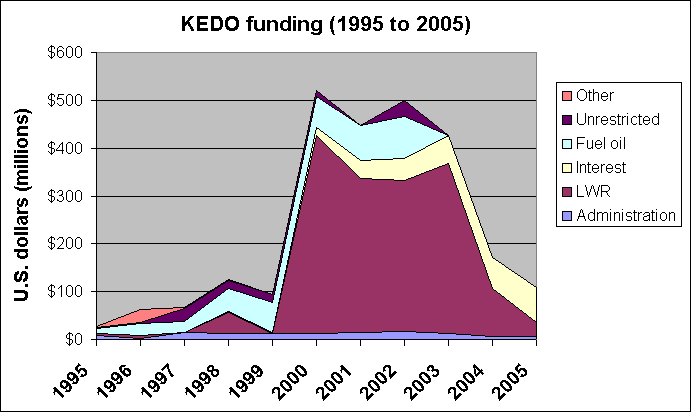
1995年から2005年までのKEDOへの資金拠出

この合意が署名されたすぐ後、アメリカ合衆国議会の過半数はこの合意を支持しない共和党へ変わった。共和党の上院議員の中には、この合意は宥和政策であるとして強く反対するものもいた。当初は議会の承認を得る必要が無い、アメリカ国防総省の予備費が他の国の負担する資金とともに、合意で定められた重油の提供に用いられた。1996年からは常に十分な額であるとは言えなかったが、議会も予算を承認した。この結果、合意で定められた重油の提供は遅れることがあった。KEDOの初代事務局長であったスティーブン・ボズワースは後に、「枠組み合意は署名後2週間以内に政治的に孤立してしまった」と述べている。
北朝鮮が核関連施設の閉鎖に応じたのは、主にアメリカ政府が朝鮮戦争以来継続している経済制裁を段階的に解除することに合意したためであると考えているアナリストもいる。しかし議会の反対により、アメリカ政府は合意のこの部分を履行することができなかった。
軽水炉への置き換えのための国際的な資金拠出元も探さなければならなかった。軽水炉の公式な入札要請は1998年のこととなり、この頃には北朝鮮政府がプロセスの遅れに激怒していた。1998年5月にはアメリカ政府が軽水炉を建設できないなら、北朝鮮は原子力の研究を再開すると警告していた。現地での公式な着工は1997年8月21日となったが、しかし軽水炉プロジェクトへ大々的に資金が拠出されるようになったのは2000年になってからであった。
この合意の範囲と履行について北朝鮮とアメリカの間では不一致が次第に広がっていった。北朝鮮への経済制裁が解除されず、アメリカと北朝鮮の正式な外交関係も樹立できていなかった1999年に、北朝鮮はアメリカが合意の当事者としての責任を果たさないならば、原子力の研究を再開すると警告した。アメリカは繰り返し、北朝鮮の核開発プログラムが密かに続けられている疑いがあるかぎりは、これ以上の合意の履行は停止されると述べた。
最初の軽水炉の建設は2002年4月に開始された。2基とも原子炉の建設は予定よりかなり遅れていた。当初の計画ではどちらの原子炉も2003年までに運転を開始する予定であったが、2002年末に建設工事は無期限中止となった。

## 合意の最終的な決裂
2002年10月、北朝鮮がウラン濃縮プログラムを進めているとのアメリカの査定について、ジェイムズ・アンドリュー・ケリー国務次官補が率いるアメリカの代表団が北朝鮮を訪問して説明を求めた。会談についての両者の発表は異なるものであった。アメリカの代表団は、高濃縮ウランのプログラムの存在を北朝鮮が認めたと考えた。北朝鮮は、ケリーは自分の主張を高慢な態度で示したが、衛星写真などの証拠を何も示すことができなかったとし、北朝鮮が濃縮ウランを使った核兵器製造を計画していることを否定したとした。さらに続けて、現時点では核兵器を所有してはいないが、北朝鮮は独立した主権国家として、防衛のために核兵器を持つ権利があると述べた。この2国間の関係は、2年前には希望があるように思われたが、瞬く間に表立った敵対へと落ち込んでしまった。
ケリー国務次官補が北朝鮮に対して説明を求める基になった高濃縮ウランに関する情報は、まだ議論があるところである。2002年11月19日のアメリカ中央情報局 (CIA) の議会に対する報告によれば、「北朝鮮が遠心分離施設の建設を開始したことを示す明確な証拠」があるとし、もしこの施設が完成すれば、年間2個かそれ以上の核兵器を生産できるだけの高濃縮ウランを生産できるとした。しかしながら、北朝鮮が輸入した設備は量産段階の濃縮計画の証拠としては不十分であると評価する専門家もいる。
KEDOのメンバーは2002年11月に前月の経緯に基づいて、重油の提供を停止するかどうかを検討した。ケリー国務次官補は日本政府関係者に対して、アメリカ議会はこうした違反の継続に直面しては、重油の提供の予算を認めないだろうと警告した。重油提供は12月に中断された。
2003年1月10日に北朝鮮は核拡散防止条約からの脱退を再度表明した。2005年2月10日、北朝鮮はついに「自主防衛のための核抑止力」として核兵器を製造したことを宣言した。2006年10月9日、北朝鮮は核実験を実行した。アメリカの情報機関は北朝鮮は単純な核兵器をほんの少しだけ生産していると考えている。
2003年12月、KEDOは軽水炉の建設工事を中断した。その後KEDOは北朝鮮の建設現場と世界中の製造業者の施設にある軽水炉計画関連の資産の保護と維持に活動の中心を移した。この時点で15億ドルが投じられていた。2006年5月31日、KEDOは最終的に軽水炉計画の断念を決定した。
枠組み合意の崩壊について双方が相手を非難した。アメリカは北朝鮮のウラン濃縮施設が、「南北は核の再処理施設やウラン濃縮施設を保持しない」とする1992年の朝鮮半島の非核化に関する共同宣言に違反すると指摘した。北朝鮮は燃料の供給やKEDOの軽水炉プロジェクトを故意に遅らせて合意を「実質的に無効化」し、北朝鮮を「悪の枢軸」として先制核攻撃の目標に位置付けるなどの、アメリカの「敵対政策」を非難した。
合意は大部分崩壊してしまったが、北朝鮮は合意で凍結された2つの実用原子炉の建設を再開しなかった。これらの施設は毎年数発の核兵器を製造できるだけの兵器級プルトニウムを生産できる可能性があった。枠組み合意は寧辺の核施設における北朝鮮のプルトニウム生産を1994年から2002年12月まで8年間凍結した。
六者会合において代わりとなる合意について議論が行われ、2005年9月19日に予備的な合意に到達した。この合意では北朝鮮が秘密裏に濃縮ウラン計画を進めているというアメリカの主張には触れられなかった。しかしながらこの新しい合意では北朝鮮は、枠組み合意の時のように特定の施設だけで無く、全ての核施設を廃棄する必要があるとされた。この合意はその内容を概ね採用した2007年2月13日の合意によりさらに詳細が詰められている。